# 奧西科維科佩齊
50°16′26″N 29°6′5″E / 50.27389°N 29.10139°E
奧西科維科佩齊（烏克蘭語：Осиковий Копець）是烏克蘭北部的村莊，隸屬日托米爾州的日托米爾區。該村面積0.7平方公里，海拔高度198米，2001年人口233，人口密度每平方公里332.38人。